# 重兵衛茶屋

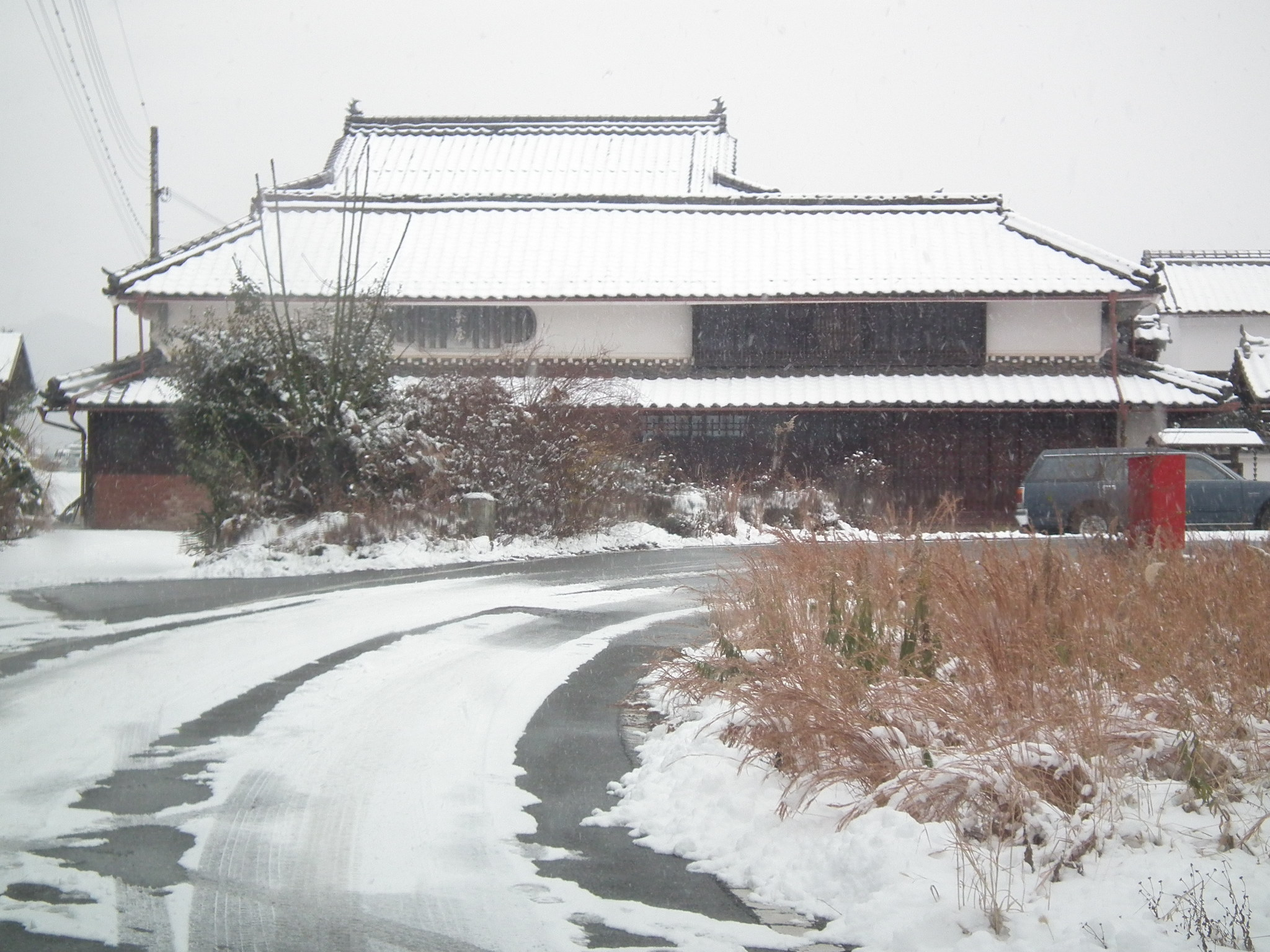
雪の重兵衛茶屋

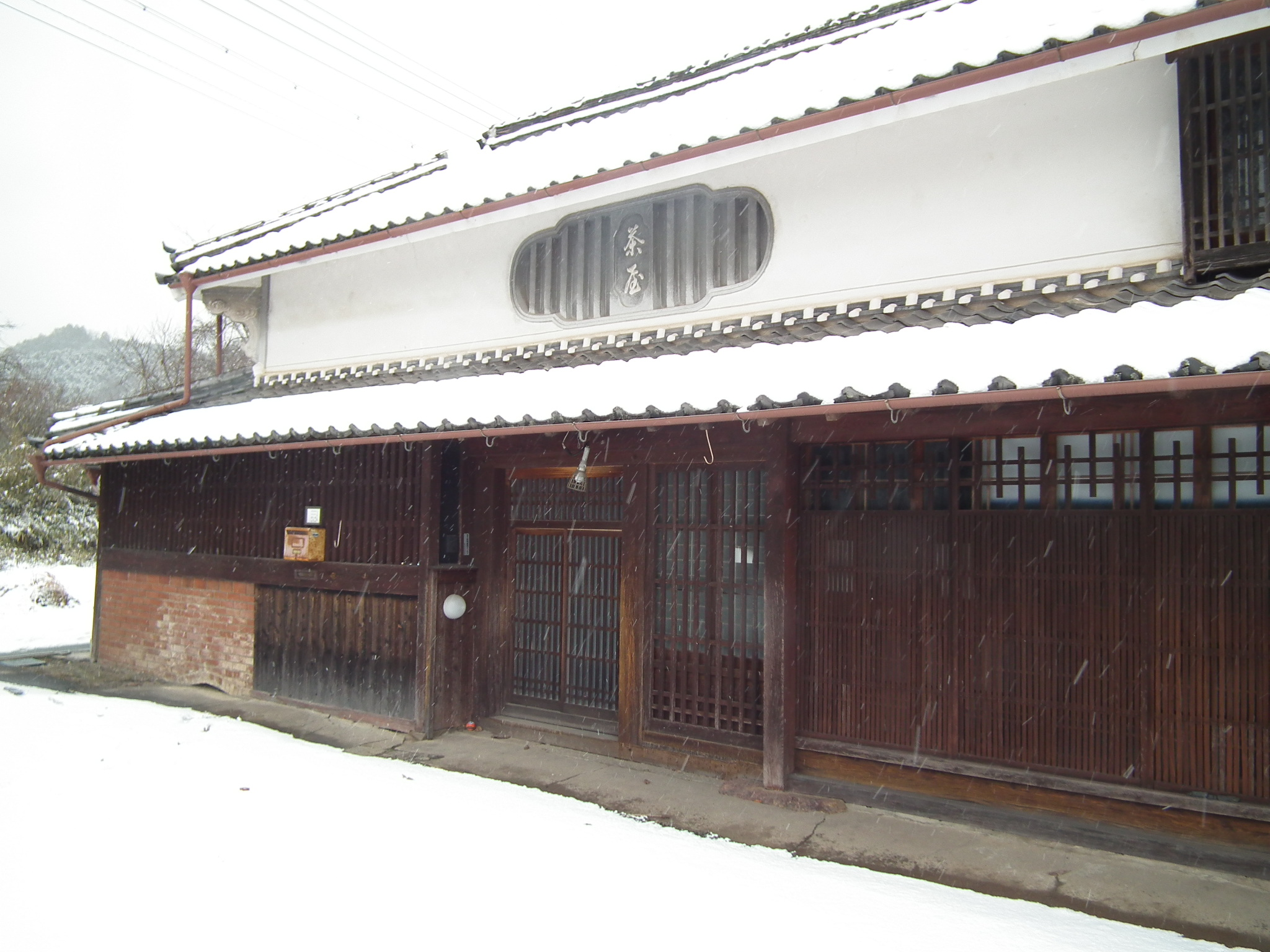
重兵衛茶屋近景

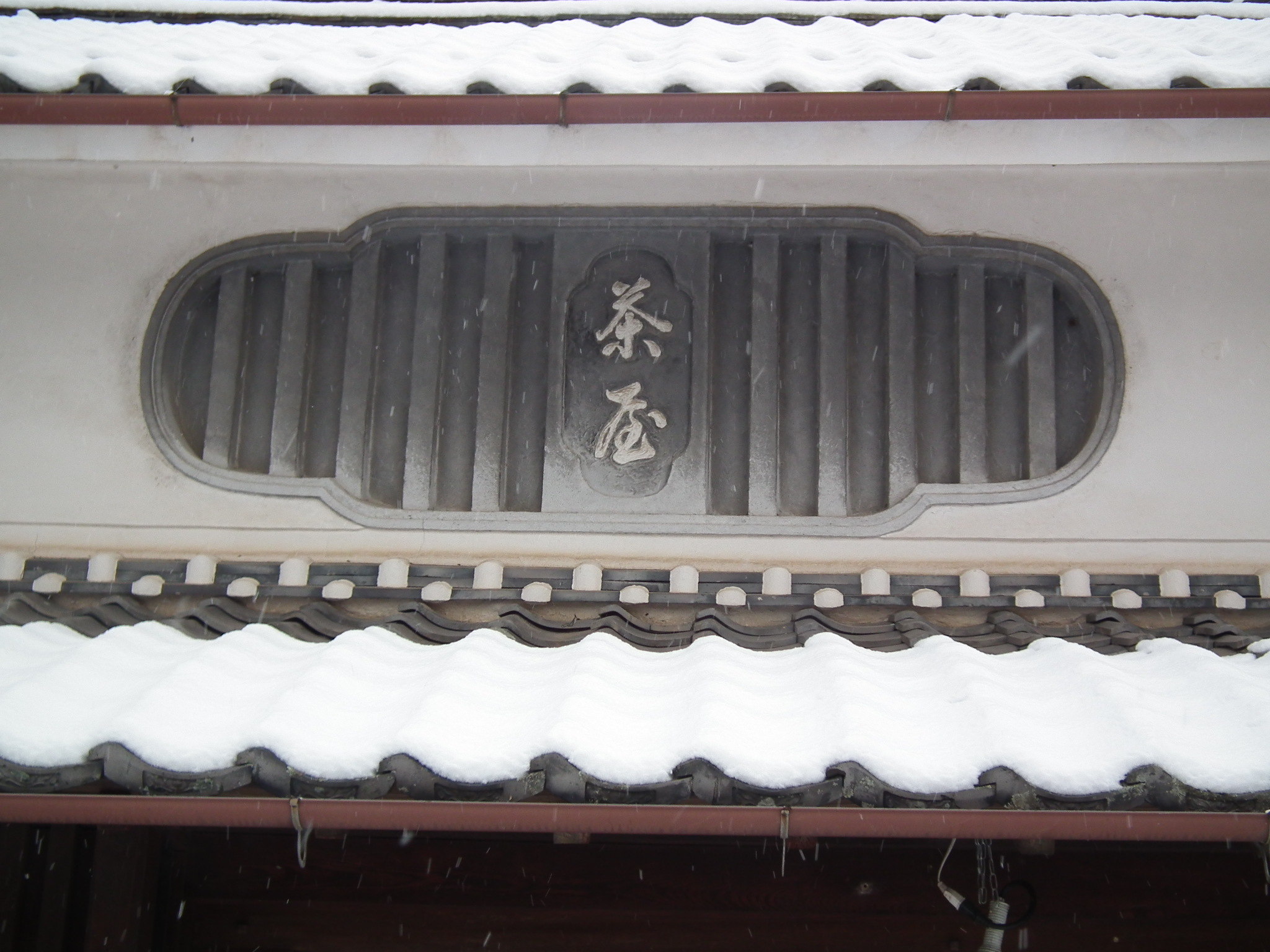
「茶屋」の銘が残る軒下の漆喰壁

重兵衛茶屋（じゅうべえちゃや）は、兵庫県丹波篠山市八上にある江戸時代の茶屋跡である。丹波篠山市指定の文化財になっている 。

## 概要
重兵衛茶屋は、八上城のある高城山の麓、旧京街道（山陰道）に位置した、立場茶屋である。造りは、入母屋造、本瓦葺建築である。
1978年9月2日に旧篠山町により町指定文化財に指定された。現在はその一部が残る
重兵衛茶屋は江戸時代、篠山城方面からの街道と同市小枕方面からの街道の合流地点であり、参勤交代時の播磨周辺の大名や一般の旅客が休憩所として利用した。この時、重兵衛茶屋までの道のりは、同市古市、真南条、小枕、女畷の順で東に進み、重兵衛茶屋の南側に至っていた。

## 参考サイト
- 丹波篠山市公式観光サイト　ぐるり！丹波篠山　十兵衛茶屋（重兵衛茶屋）